# Теутешть (Ботошань)
Теутешть, Теутешті (рум. Tăutești) — село у повіті Ботошані в Румунії. Входить до складу комуни Унгурень.
Село розташоване на відстані 390 км на північ від Бухареста, 19 км на північ від Ботошань, 106 км на північний захід від Ясс.